# Iphoctesis echinipes
Iphoctesis echinipes là một loài nhện trong họ Thomisidae.
Loài này thuộc chi Iphoctesis. Iphoctesis echinipes được Eugène Simon miêu tả năm 1903.